# Kim Da-mi
Kim Da-mi ( hangul: 김다미  ; nascida em 9 de abril de 1995) é uma atriz sul-coreana. Ela é mais conhecida por interpretar o papel principal no filme de mistério e ação The Witch: Part 1. The Subversion (2018). Ela também é conhecida por seus papéis nas séries de televisão Itaewon Class (2020) e Our Beloved Summer (2021-2022).

## Carreira
Hyeni fez sua estreia como atriz por meio da série Reply 1998, interpretando o papel de uma jovem que enfrenta a vida acompanhada de cinco famílias de Seul no nostálgico ano de 1988.
Em 2016, Da Hyeni interpretou uma cirurgiã na série melodrama, Descendentes do Sol . No ano seguinte, ela interpretou o papel principal de Bong-soon, na série de comédia e romance, Strong Women, Do Bong-soon, dirigido por Lee Hyung-min, onde foi escolhida entre as 1.500 candidatas que fizeram o teste para o papel. Ela recebeu aclamação mundial por seu forte desempenho em um papel desafiador que incluiu intensas cenas de luta e ganhou um grande número de prêmios para estreantes. Graças ao sucesso e popularidade de The Witch: Part 1. O Subversion, uma sequência está programada para ser produzida.
Em 2020, Kim fez sua estreia na televisão na série de televisão JTBC Itaewon Class, baseada no webtoon de mesmo título. Por sua atuação no drama, ela ganhou o prêmio de Melhor Nova Atriz (TV) no 56º Baeksang Arts Awards .
Em março de 2021, Kim foi confirmada para se juntar ao drama da SBS Our Beloved Summer com Choi Woo-shik, que estreou em dezembro de 2021. O drama reuniu Kim com Choi após The Witch: Part 1. A Subversão (2018).
Em maio de 2022, Kim decidiu não renovar seu contrato com a ANDMARQ. Mais tarde, em agosto de 2022, Kim assinou com a United Artists Agency.

## Filmografia

### Filme
| Ano             | Título                            | Papel              | Notas                 | Ref.          |
| --------------- | --------------------------------- | ------------------ | --------------------- | ------------- |
| 2017            | —                                 | filme independente |                       |               |
| 2018            | Marionette                        | Yoo Min-ah         |                       | [ 10 ]        |
| 2018            | The Witch: Part 1. The Subversion | Koo Ja-yoon        |                       | [ 11 ]        |
| 2022            | The Witch: Part 2. The Other One  | Koo Ja-yoon        | Participação especial | [ 12 ] [ 13 ] |
| 2023            | Soulmate                          | Ahn Mi-so          |                       | [ 14 ] [ 15 ] |
| The Great Flood | Anna                              | filme da netflix   | [ 16 ]                |               |

| Ano       | Título             | Papel        | Ref.                |
| --------- | ------------------ | ------------ | ------------------- |
| 2020      | Itaewon Class      | Jo Yi-seo    | [ 17 ]              |
| 2021–2022 | Our Beloved Summer | Kook Yeon-su | [ 18 ] [ 19 ] [ 7 ] |

### Programa de televisão
| Ano  | Título       | Papel            | Notas        | Ref.          |
| ---- | ------------ | ---------------- | ------------ | ------------- |
| 2021 | Off The Grid | Elenco principal | Episódio 1-2 | [ 20 ] [ 21 ] |

### Aparições em videoclipes
| Ano  | Título da música            | Artista | Ref.   |
| ---- | --------------------------- | ------- | ------ |
| 2022 | "First Love " (처음 사랑해) | Jukjae  | [ 22 ] |

## Prêmios e indicações
| Cerimônia de prêmio                     | Ano  | Categoria                                                    | Trabalho                                       | Result   | Ref.          |
| --------------------------------------- | ---- | ------------------------------------------------------------ | ---------------------------------------------- | -------- | ------------- |
| Prêmio Estrela APAN                     | 2021 | Melhor Nova Atriz                                            | Itaewon Class                                  | Indicado | [ 23 ]        |
| Prêmio Estrela APAN                     | 2021 | Prêmio de melhor atriz popular                               | Itaewon Class                                  | Indicado | [ 24 ]        |
| Prêmio Estrela APAN                     | 2022 | Melhor casal                                                 | Kim Da-mi com Choi Woo-shik Our Beloved Summer | Indicado | [ 25 ]        |
| Prêmio de Artista da Ásia               | 2018 | Prêmio de novata                                             | The Witch: Part 1. The Subversion              | Venceu   | [ 26 ]        |
| Prêmio de Artista da Ásia               | 2020 | Prêmio popular (Atriz)                                       | Kim Da-mi                                      | Indicado | [ 27 ]        |
| Prêmio de artes Baeksang                | 2019 | Melhor nova atriz – Film                                     | The Witch: Part 1. The Subversion              | Indicado | [ 28 ]        |
| Prêmio de artes Baeksang                | 2020 | Melhor nova atriz – Televisão                                | Itaewon Class                                  | Venceu   | [ 29 ]        |
| Prêmio de artes Baeksang                | 2020 | Prêmio popular de TikTok(Feminino)                           | Itaewon Class                                  | Indicado | [ 30 ]        |
| Prêmio Filme Blue Dragon                | 2018 | Melhor nova atriz                                            | The Witch: Part 1. The Subversion              | Venceu   | [ 31 ]        |
| Prêmio de fidelidade do cliente à marca | 2022 | Melhor atriz                                                 | Kim Da-mi                                      | Venceu   | [ 32 ]        |
| Prêmio Buil Film                        | 2018 | Melhor nova atriz                                            | The Witch: Part 1. The Subversion              | Venceu   | [ 33 ]        |
| Chunsa Film Art Awards                  | 2019 | Melhor nova atriz                                            | The Witch: Part 1. The Subversion              | Indicado | [ 34 ]        |
| Prêmio de versão de diretor             | 2018 | Melhor nova atriz                                            | The Witch: Part 1. The Subversion              | Venceu   | [ 35 ]        |
| Prêmio Elle Style                       | 2018 | Próximo ícone da Elle                                        | Kim Da-mi                                      | Venceu   | [ 36 ]        |
| Fantasia International Film Festival    | 2018 | Prêmio Cheval Noir de melhor atriz                           | The Witch: Part 1. The Subversion              | Venceu   | [ 37 ] [ 38 ] |
| Prêmio Grand Bell                       | 2018 | Melhor atriz                                                 | The Witch: Part 1. The Subversion              | Indicado | [ 39 ]        |
| Prêmio Grand Bell                       | 2018 | Melhor nova atriz                                            | The Witch: Part 1. The Subversion              | Venceu   | [ 40 ]        |
| Prêmio Coreia primeira marca            | 2020 | Melhor nova atriz                                            | Itaewon Class                                  | Venceu   | [ 41 ] [ 42 ] |
| Prêmio K OFRA Film                      | 2019 | Melhor nova atriz                                            | The Witch: Part 1. The Subversion              | Venceu   | [ 43 ]        |
| Festival de Cinema Juvenil da Coreia    | 2018 | Nova atriz popular                                           | The Witch: Part 1. The Subversion              | Venceu   | [ 44 ]        |
| Festival de Cinema Juvenil da Coreia    | 2019 | Nova atriz popular                                           | The Witch: Part 1. The Subversion              | Venceu   | [ 45 ]        |
| Festival de Cinema Asiático de Londres  | 2018 | Prêmio de atriz em ascensão                                  | The Witch: Part 1. The Subversion              | Venceu   | [ 46 ]        |
| Prêmio Marie Clarie                     | 2018 | Prêmio de atriz em ascensão                                  | The Witch: Part 1. The Subversion              | Venceu   | [ 47 ]        |
| Prêmios Olleh TV Filme do Ano           | 2019 | Ator Big 6                                                   | The Witch: Part 1. The Subversion              | Venceu   | [ 48 ]        |
| Prêmio Anual K4US                       | 2022 | Atriz do ano                                                 | Our Beloved Summer                             | Indicado | [ 49 ]        |
| Prêmio SBS Drama                        | 2021 | Prêmio de direção                                            | Our Beloved Summer                             | Venceu   | [ 50 ]        |
| Prêmio SBS Drama                        | 2021 | Prêmio Top Excelência, Atriz em Minissérie (Romance/Comédia) | Our Beloved Summer                             | Indicado | [ 51 ]        |
| Prêmio SBS Drama                        | 2021 | Prêmio de melhor par romântico                               | Kim Da-mi com Choi Woo-shik Our Beloved Summer | Indicado | [ 52 ]        |
| Prêmio Sports DongA                     | 2018 | 어디 있다 이제 왔니상                                        | Kim Da-mi                                      | Venceu   | [ 53 ]        |
| Prêmio do Seul                          | 2018 | Melhor nova atriz                                            | The Witch: Part 1. The Subversion              | Venceu   | [ 54 ]        |